# Lobdengau
El Lobdengau fou un territori històric alemany d'administració comtal en el que avui dia és el sud de Hessen i el nord de Baden-Württemberg.
El nom de la Lobdengau es remunta a l'anterior denominació de Ladenburg, que portava com a nom el Lobdenburg a l'edat mitjana. Aquest nom, al seu torn es deriva del nom llatí de Lopodunum un assentament romà al lloc de Ladenburg. El nom Lopodunum és probablement d'origen celta. El nom 
Lobdengau apareix esmentat per primer cop en un document del monestir de Fulda, l'any 763. L'última vegada que apareix el nom en l'època medieval fou el 1065 i després ja no es va tornar a emprar fins als segles XIX i XX, referit al Ladenburg, a vegades modificat com a "Ladengau".
Durant el domini romà fou un districte administratiu. Els rius Rin i Neckar flueixen fins a les seves fronteres. La regió fou poblada a l'època prehistòrica i va restar ocupada fins a la meitat del segle VIII sent repoblat al segle XII. El centre del Lobdengau era la població de Ladenburg, d'origen probablement celta; de Ladenburg va derivar Lobdenburg que va donar nom a la regió com a Lobdengau. Al segle X va estar en mans dels conradians i la seva presència està testimoniada en diversos documents. Comtes a Lobdengau van ser els següents:
- Conrad Kurzbold († 30 de juny de 948), comte a Lobdengau
- Conrad (nebot de l'anterior + 26 d'abril de 982) 953/965 comte a Lobdengau i vogt (agutzil) de Schwarzach. Del seu matrimoni amb una desconeguda fou el pare d'un Conrad del que no hi ha dades.
- Mengald o Megingoz, en frances Maingaud, (fill), comte a Lobdengau 987-1002

El 9 de maig de 1011 en un diploma expedit a Bamberg, Enric II va cedir el Lobdengau a Burcard bisbe de Worms. Això va ser confirmat per Conrad II l'any 1026.